# Битка при Кълоден
Битката при Кълоден (на шотландски келтски: Blàr Chùil Lodair; на английски: Battle of Culloden) е последното стълкновение от Якобитското въстание от 1745 – 1746 г.
Състои се на 16 април 1746 г. и изправя едни срещу други якобитските сили на Чарлз Едуард Стюарт (известен и като Бони Принц Чарли) и армията, командвана от принц Уилям Огъстъс, лоялна на британското правителство. На якобитската кауза да свали Хановерската власт и да възстанови династията Стюарт е нанесено решително поражение при Кълоден – Чарлз Стюарт вече никога не възобновява опита си да предизвика Хановерската династия във Великобритания. Битката близо до Инвърнес в Шотландските планини е последната битка на британска почва.
Армията на Чарлз Стюарт се състои предимно от шотландски планинци, както и от шотландци от низините и малко подразделение англичани от Манчестър. Якобитите се поддържат и снабдяват от Кралство Франция; френски и ирландски части, лоялни на Франция, са част от якобитската армия. Правителствените сили са предимно английски, но също включват шотландци от планините и от низините, батальон ълстърци и малък брой хесенци и австрийци. Битката на Кълоден Мур е кратка и кървава, протича за по-малко от 1 час. След неуспешен планински щурм срещу правителствените линии якобитите са разбити и прогонени от полето.
Между 1500 и 2000 якобити са убити или ранени за краткото време, докато правителствените загуби са по-леки – с 50 убити и 259 ранени. Последвалата разправа с привържениците на якобитизма е брутална, спечелвайки на Къмбърланд прозвището „Касапина“. Направени са усилия за по-нататъшна интеграция на Шотландия в Обединеното кралство; въведени са граждански наказания за отслабване на келтската култура и атака срещу шотландската кланова система.
- Маршрутът на Къмбърланд от Абърдийн до Кълоден
- Форт Огъстъс, сцена на бойните действия